# Волчин (Західнопоморське воєводство)
Волчин (пол. Wołczyn, нім. Kinderfreude) — село в Польщі, у гміні Ліп'яни Пижицького повіту Західнопоморського воєводства.
Населення — 147 осіб (2011).
У 1975-1998 роках село належало до Щецинського воєводства.

## Демографія
Демографічна структура станом на 31 березня 2011 року:
|          | Загалом | Допрацездатний вік | Працездатний вік | Постпрацездатний вік |
| -------- | ------- | ------------------ | ---------------- | -------------------- |
| Чоловіки | 85      | 22                 | 56               | 7                    |
| Жінки    | 62      | 17                 | 40               | 5                    |
| Разом    | 147     | 39                 | 96               | 12                   |